# G' Katīgoria
La G' Katīgoria o Terza Divisione (in greco Γ' κατηγορία ποδοσφαίρου ανδρών Κύπρου, cioè Categoria C del calcio maschile di Cipro) è la terza categoria per importanza del campionato cipriota di calcio; è una lega semiprofessionistica.

## Struttura
Le squadre partecipanti sono 16: si incontrano tra di loro in partite di andata e ritorno, per un totale di 30 match. Le prime tre squadre classificate sono promosse in B' Katīgoria, le ultime tre sono retrocesse in D' Katīgoria.

## Storia
Il primo campionato di terza divisione partì nel 1970-1971; fino ad oggi è stato sempre regolarmente disputato, tranne che nel 1974-1975, a causa dell'invasione turca di Cipro.

## Squadre 2022-2023
- AEP Polemidia
- APEA Akrotiri
- APEP Pitsilia
- APONA Anagyias
- ASIL Lysī
- ASPIS Pilas
- Chalkanoras Idaliou
- Digenīs Morphou
- Elia Lythrodonta
- ENAD Polis Chrysochous
- EN ThOΪ Lakatamia
- Ethnikos Assia
- Ethnikos Latsion
- Īraklīs Gerolakkou
- Kourīs Erīmīs
- Ormīdeia

## Albo d'oro
Nel periodo dal 1935 al 1937 fu disputato come campionato riserve e fu vinto in tutte e tre le occasioni dall'APOEL.
| Anno      | Vincitore                                                                                                   | Altre Squadre Promosse                                                                                      |
| --------- | --- | --- |
| 1970-1971 | Keravnos Strovolos                                                                                          | Ethnikos Assia                                                                                              |
| 1971-1972 | Ethnikos Asteras Limassol                                                                                   | Ethnikos Achnas, Omonia Aradippou e Parthenon Zodeia                                                        |
| 1972-1973 | Neos Aionas Trikomou                                                                                        | Nessuna altra promozione                                                                                    |
| 1973-1974 | Īraklīs Gerolakkou                                                                                          | Nessuna altra promozione                                                                                    |
| 1974-1975 | Data la difficile situazione politica cipriota fu giocato un campionato misto di seconda e terza divisione. | Data la difficile situazione politica cipriota fu giocato un campionato misto di seconda e terza divisione. |
| 1975-1976 | Ermīs Aradippou                                                                                             | Nessuna altra promozione                                                                                    |
| 1976-1977 | Akritas Chlōrakas                                                                                           | Nessuna altra promozione                                                                                    |
| 1977-1978 | Adonis Idalion                                                                                              | Nessuna altra promozione                                                                                    |
| 1978-1979 | Orpheas Nicosia                                                                                             | Nessuna altra promozione                                                                                    |
| 1978-1980 | Īraklīs Gerolakkou                                                                                          | Nessuna altra promozione                                                                                    |
| 1980-1981 | Kentro Neotitas Maroniton                                                                                   | Apollōn Lympiōn                                                                                             |
| 1981-1982 | Digenis Ύpsōna                                                                                              | Anagennīsī Deryneia                                                                                         |
| 1982-1983 | EN ThOΪ Lakatamia                                                                                           | Doxa Katōkopias                                                                                             |
| 1983-1984 | Adonis Idalion                                                                                              | Akritas Chlōrakas                                                                                           |
| 1984-1985 | Orfeas Athienou                                                                                             | Othellos Athīainou                                                                                          |
| 1985-1986 | APEP Pitsilia                                                                                               | Digenis Ύpsōna e Onīsilos Sōtīra                                                                            |
| 1986-1987 | Elpida Xylophagou                                                                                           | Ethnikos Defteras                                                                                           |
| 1987-1988 | Digenīs Morphou                                                                                             | Chalkanoras Idaliou                                                                                         |
| 1988-1989 | Digenis Ύpsōna                                                                                              | AEZ Zakakiou                                                                                                |
| 1989-1990 | APEP Pelendriou                                                                                             | Ermīs Aradippou                                                                                             |
| 1990-1991 | Othellos Athīainou                                                                                          | Ethnikos Assia e Apollōn Lympiōn                                                                            |
| 1991-1992 | PAEEK Kerynias                                                                                              | EN ThOΪ Lakatamia                                                                                           |
| 1992-1993 | AEZ Zakakiou                                                                                                | Ermīs Aradippou                                                                                             |
| 1993-1994 | Othellos Athīainou                                                                                          | Nessuna altra promozione                                                                                    |
| 1994-1995 | Ethnikos Latsion                                                                                            | Agia Napa, Digenīs Morphou, Chalkanoras Idaliou e Ethnikos Assia                                            |
| 1995-1996 | Ermīs Aradippou                                                                                             | Achyrōnas Liopetriou e AEK Kakopetria                                                                       |
| 1996-1997 | Rotsides Mammari                                                                                            | Īraklīs Gerolakkou e ASIL Lysī                                                                              |
| 1997-1998 | AEZ Zakakiou                                                                                                | AEK Achilleas Ayiou Theraponta e Anagennisi Germasoyias                                                     |
| 1998-1999 | Chalkanoras Idaliou                                                                                         | Īraklīs Gerolakkou e APEP Pitsilia                                                                          |
| 1999-2000 | EN ThOΪ Lakatamia                                                                                           | Rotsides Mammari e Kinyras Empas                                                                            |
| 2000-2001 | ASIL Lysī                                                                                                   | Adonis Idalion e Enosi Kokkinotrimithias                                                                    |
| 2001-2002 | SEK Agiou Athanasiou                                                                                        | Agia Napa e AEK Achilleas Ayiou Theraponta                                                                  |
| 2002-2003 | PAEEK Kerynias                                                                                              | Akritas Chlōrakas e Omonia Aradippou                                                                        |
| 2003-2004 | APOP Kinyras                                                                                                | MEAP Nīsou e Chalkanoras Idaliou                                                                            |
| 2004-2005 | SEK Agiou Athanasiou                                                                                        | Elpida Xylophagou e Īraklīs Gerolakkou                                                                      |
| 2005-2006 | Kissos Kissonergas                                                                                          | ASIL Lysī e Akritas Chlōrakas                                                                               |
| 2006-2007 | Ermīs Aradippou                                                                                             | Atromītos Geroskīpou e Olympos Xylophagou                                                                   |
| 2007-2008 | PAEEK Kerynias                                                                                              | Ethnikos Assia e Chalkanoras Idaliou                                                                        |
| 2008-2009 | Akritas Chlōrakas                                                                                           | Frenaros FC 2000 e Othellos Athīainou                                                                       |
| 2009-2010 | Chalkanoras Idaliou                                                                                         | Adonis Idalion e Anagennīsī Deryneia                                                                        |
| 2010-2011 | Ethnikos Assia                                                                                              | EN Parekklisias e Agia Napa                                                                                 |
| 2011-2012 | AEK Koukliōn                                                                                                | N&S Erīmīs e AEZ Zakakiou                                                                                   |
| 2012-2013 | Karmiōtissa                                                                                                 | EN Parekklisias, Digenis Oroklinis e ASIL Lysī                                                              |
| 2013-2014 | Elpida Xylophagou                                                                                           | ENAD Polis Chrysochous e EN ThOΪ Lakatamia                                                                  |
| 2014-2015 | EN ThOΪ Lakatamia                                                                                           | ASIL Lysī, PAEEK Kerynias e MEAP Nīsou                                                                      |
| 2015-2016 | Akritas Chlōrakas                                                                                           | Alkī Oroklini e Ethnikos Assia                                                                              |
| 2016-2017 | Xylotymbou                                                                                                  | Digenis Oroklinis e Chalkanoras Idaliou                                                                     |
| 2017-2018 | Onīsilos Sōtīra                                                                                             | MEAP Nīsou e Akritas Chlōrakas                                                                              |
| 2018-2019 | Digenīs Morphou                                                                                             | Omonia Psevda, Ypsonas e Xylotymbou                                                                         |
| 2019-2020 | Ahironas Liopetriou                                                                                         | PAEEK Kerynias, Kourīs Erīmīs e EN ThOΪ Lakatamia                                                           |
| 2020-2021 | Omonia 29is Maiou                                                                                           | Olympias Lympion                                                                                            |
| 2021-2022 | Pegeia 2014                                                                                                 | MEAP Nīsou, Ypsonas e AEZ Zakakiou                                                                          |
| 2022-2023 | | [ 52 ] |